# Microsoft Teams
Microsoft Teams är en kommunikationsplattform och samarbetsverktyg inriktat mot företag. Plattformen lanserades 14 mars 2017 och är utvecklad av Microsoft som en del av Microsoft 365.
Inför lanseringen uppgavs Teams vara Microsofts svar på konkurenten Slack.
Under Coronaviruspandemin 2019–2021 fick Teams ett uppsving till följd av den plötsligt ökande andelen distansarbetare. 18 mars 2020 uppgav man att antalet dagliga användare hade ökat med 12 miljoner, eller 37,5 procent, under en vecka. Man hade då 44 miljoner användare vilket är att jämföra med 20 miljoner dagliga användare i mars 2019. I en svensk undersökning genomförd 2020 uppgav 3 av 4 av de svenskar som arbetat hemifrån under pandemin att de hade använt Microsoft Teams.